# Palazzo Bulgheroni
Palazzo Bulgheroni (o Villa Lucia) è uno storico edificio di Toscolano Maderno, in provincia di Brescia.
Antico convento appartenuto alla congregazione dei Serviti e soppresso da Papa Alessandro VII il 29 aprile 1656. Fu acquistato nella metà del Seicento dal duca di Mantova Carlo II di Gonzaga-Nevers e, dopo la caduta dei Gonzaga, nel 1712 passò alla Casa regnante Austriaca. 
Più probabilmente non fu mai legato davvero alla casa gonzaghesca, quanto piuttosto ad alcune famiglie arricchite, che divennero nobili poiché insignite del titolo di Conte dai Gonzaga. Le prime notizie fanno riferimento all'esistenza di una corte "rustica" detta della Belluna di epoca quattrocentesca. A questo edificio fu annesso il vero e proprio palazzo nobile solo un secolo dopo. La corte fu trasformata invece in residenza per la servitù. 
Di particolare pregio risulta il giardino monumentale con limonaia. Statue e fontane adornano la scalinata che dal parterre conduce alla prima cola (terrazzamento della limonaia). 